# Distretto di Kantharalak
Il distretto di Kantharalak (in thailandese: กันทรลักษ์) è un distretto (amphoe) della Thailandia, situato nella provincia di Sisaket.